# Déclaration de Choucha
La Déclaration de Choucha est un document sur les relations alliées signée entre l'Azerbaïdjan et la Turquie le 15 juin 2021:

## Signature
La déclaration de Choucha sur les relations alliées entre l’Azerbaïdjan et la Turquie a été signée le 15 juin 2021, à Choucha, au Karabakh. 
Selon le site officiel du président de la république d'Azerbaïdjan, le 15 juin, après une rencontre en tête-à-tête entre le président de la république d'Azerbaïdjan Ilham Aliyev et le président de la république de Turquie Recep Tayyip Erdogan, la Déclaration de Choucha sur les relations alliées entre la république d'Azerbaïdjan et la république de Turquie a été signé.

## Portée
La déclaration a touché diverses questions dans les secteurs politique, économique, commercial, culturel, éducatif, sportif, de la sécurité énergétique, du corridor gazier du Sud, de la coopération dans le domaine de l'industrie de la défense, de la coopération militaire et de l'assistance militaire mutuelle, du corridor de Zangazur, de la coopération dans le cadre de la plateforme à six faces (Azerbaïdjan, Arménie, Russie, Turquie, Iran, Géorgie), l'ouverture d'un consulat turc à Choucha.

## Sécurité régionale
D’après la déclaration, les Conseils de sécurité de la république d'Azerbaïdjan et de la république de Turquie tiendront des réunions conjointes régulières sur les questions de sécurité nationale. Ces réunions se pencheront sur des questions d'intérêt national, de sécurité régionale et internationale affectant les intérêts des Parties.
Les Parties continueront de déployer des efforts conjoints pour restructurer et moderniser les forces armées des deux pays frères conformément aux exigences modernes. Les Parties soutiendront les activités visant à normaliser la vie dans les régions libérées de l'occupation arménienne, sur la base du déminage des zones minées.